# Хроменков, Иван Устинович
Иван Устинович Хроменков (9 мая 1903 — 22 июля 1982) — командир 155-го гвардейского артиллерийского полка 72-й гвардейской Красноградской стрелковой дивизии 7-й гвардейской армии Степного фронта, гвардии майор. Герой Советского Союза.

## Биография
Родился 9 мая 1903 года в деревне Щелканово ныне Монастырщинского района Смоленской области в семье крестьянина. Русский. Окончив 7 классов сельской школы, помогал по хозяйству родителям. В 1925—1928 годах проходил сочную службу в Красной армии. В 1930 году переехал в город Ленинград. Работал вагоновожатым в трамвайно-троллейбусном управлении.
В 1932 году вновь призван в Красную Армию. Во время войны с Финляндией 1939—1940 годов в должности помощника начальника штаба артиллерийского полка Хроменков участвовал в боях на Карельском перешейке.
На фронтах Великой Отечественной войны с июня 1941 года. В начале 1942 года проходил службу в должности начальника артиллерии Краснодарского пулемётно-миномётного училища. В июле 1942 года училище в полном составе вошло в состав 64-й армии Сталинградского фронта. В составе сводного курсантского стрелкового полка Хроменков участвовал в обороне Сталинграда. Был тяжело ранен.
С начала 1943 года гвардии майор Хроменков воевал в 155-м гвардейском артиллерийском полку 72-й гвардейской стрелковой дивизии. Сначала заместителем командира полка по строевой части, а с июля 1943 года — командиром полка. В составе полка участвовал в боях на Курской дуге, освобождении Левобережной Украины. Особо отличился в боях при форсировании реки Днепр.
В ночь на 25 сентября 1943 года артиллерийский полк Хроменкова обеспечивал огнём форсирование Днепра частями дивизии в районе села Бородаевка. В ночь на 26 сентября командир полка обеспечил переправу подразделений через реку. В боях за плацдарм батареи полка двигались в передовых порядках пехоты и своим огнём прокладывали ей путь. Гвардии майор Хроменков умело руководил боевыми действиями полка, своим беспримерным мужеством, хладнокровием в самые напряжённые минуты боя воодушевлял бойцов.
Указом Президиума Верховного Совета СССР от 26 октября 1943 года за образцовое выполнение заданий командования и проявленные мужество и героизм в боях с немецко-фашистскими захватчиками гвардии майору Ивану Устиновичу Хроменкову присвоено звание Героя Советского Союза с вручением ордена Ленина и медали «Золотая Звезда».
Гвардеец-артиллерист с боями дошёл до Победы. Участвовал в освобождении Румынии, Венгрии, Австрии, Чехословакии.
С 1946 года полковник Xроменков — в запасе. Жил и работал в городе Ленинграде. Умер 22 июля 1982 года. Похоронен на Большеохтинском кладбище в Санкт-Петербурге.

## Награды
Награждён орденами Ленина, Красного Знамени, Богдана Хмельницкого 2-й степени, Александра Невского, Отечественной войны 1-й степени, четырьмя орденами Красной Звезды, медалями.

## Память
На родине, в городе Монастырщина, на Аллее Героев установлена стела.